# Заштита сексуалног и репродуктивног здравља адолесцената
Заштита сексуалног и репродуктивног здравља адолесцента подразумева усклађеност и нормално одвијање сексуалних функција и функција репродуктивног система у телесном, психичком и социјалном смислу. Оно је битно јер омогућава младој особи да се осећа добро, да воли и буде вољена и да оствари сексуално задовољство и једну од најлепших улога у животу, а то је родитељство.

## Опште информације
Заштита сексуалног и репродуктивног здравља адолесценткиња укључује едукацију о сексуалности и репродукцији, саветовање о планирању породице, здравствену заштиту репродукције, превенцију, дијагностику и лечење различитих болести и поремећаја, прекиде трудноће, као и превенцију сексуалног злостављања и бригу о жртвама. При томе се подразумева да педијатри имају знања и умећа саветовања о безбедним начинима превенције зачећа.
То што девојка има мање од 20 година данас не представља контраиндикацију за било који реверзибилни метод контрацепције. У циљу превенције репродуктивног здравља адолесценткиња Светска здравствена организација је развила клиничке смернице које омогућавају да се поуздано, лако и без непотребног проширивања дијагностичког поступка прописују различити контрацептивни методи.

### Добробити
Очување и унапређење репродуктивног здравља младим људима доноси низ добробити:
- промовисање личне одговорности за сопствено здравље
- формирање склоности ка контроли, планирању, преузимању активне улоге у животу
- прихватање модерних вредности и усвајању нових знања
- изградња самопоштовања
- јачање аутономности
- очување и унапређење стања репродуктивног система, његових функција и процеса, поред јасне з*
- подизање нивоа здравствене и сексолошке културе
- наметање превенције и здравог живота као стила живота и начина размишљања

На тај начин се олакшава одрастање уопште, а поготово у друштвима које је као српско у пролонгираној транзицији социоекономског система.

## Епидемиологија
Удео сексуално активних адолесцената расте у већини земаља света из године у годину, а снижава се и узраст када се доживљава прво сексуално искуство. Као резултат смањивања родних неједнакости промене су посебно изражене међу адолесценткињама.
Према налазима репрезентативног истраживања Светске здравствене организације (СЗО), приближно сваки четврти адолесцент у Европи (26%) постаје сексуално активан пре свог 15. рођендана. Постоје, међутим, значајне разлике међу појединим европским земљама. У поређењу са младићима, удео девојака које имају сексуално искуство је једнак или већи у западној и северној Европи, а знатно нижи у јужној, централној и источној Европи.
Истраживање здравља становништва спроведен у Србије из 2013. године показује да је у сексуалне односе ступило 33,1% младих узраста 15—19 година, и то значајно више младића (39,9%) него девојака (25,7%). У Србији младићи најчешће прво сексуално искуство доживљавају у 17. години, а девојке у 18. години.

## Дијагностика пре почетка примене метода контрацепције
Дијагностика пре примене комбиноване хормонска контрацепције
Пре почетка примене комбинована хормонска контрацепције (акроним КХК) потребно је утврдити да адолесценткиње или неко од блиских чланова њене породице пре 50. године живота није имао венску тромбоемболију. Познато је да тромбофилија, урођена или стечена, може значајно да повећа ризик за развој најозбиљнијег нежељеног деловања контрацепције.
Најчешће осим прикупљања података о обољењима и лековима које девојка узима, пре почетка коришћења комбинована хормонске контрацепције, нису потребна додатна испитивања.
Дијагностика пре примене интраутерине контрацепције
Постављању дијагнозе за интраутерину контрацепцију (акроним ИУК) треба да претходи искључивање присуства полно преносивих инфекција (првенствено хламидијске гениталне инфекције и гонореје, ХИВ-а.).
Ако не постоји могућност лабораторијске дијагностике, профилактичка примена антибиотика може да замени скрининг гениталне хламидијске инфекције, гонореје, трихомонијазе и бактеријске вагинозе, мада тада партнери девојака остају непрепознати и нелечени.

## Примена контрацепције
Са коришћењем контрацепције треба почети непосредно по избору метода, независно од дана менструационог циклуса, само ако је могуће са сигурношћу искључити трудноћу. Међутим најчешће се на почетку примене контрацепције девојкама саветује да апстинирају или да користе кондом првих седам дана ако се на тај начин почиње са коришћењем:
1. Комбиноване хормонске контрацепције — контрацептивне пилуле, контрацептивни фластери или вагинални прстен. Ако је изабрана прогестагенска орална контрацепција, адаптациони период мора да буде прва два дана, од почетка примене.
2. Прогестогенске депо-инјекције
3. Субдермални имплант
4. Унутарматерични улошци са левоноргестрелом
Како интраутерини уложак с бакром одмах почиње да штити од трудноће, без обзира на дан менструационог циклуса када је постављен, није потребан период апстиненције.

## Контраиндикације за примену контрацепције
Чињеница да девојка има мање од 20 година не представља контраиндикацију за било који реверзибилни метод контрацепције. Светска здравствена организација је развила клиничке смернице које омогућавају да се поуздано, са лакоћом и без непотребног проширивања дијагностичког поступка преписују различити контрацептивни методи.
Стања или обољења која представљају апсолутну или релативну контраиндикацију за примену одређеног метода контрацепције приказана су на овој табели:
Методе контрацепције и релативне или апсолутне контраиндикације за њихову примену.
| Метод контрацепције                                           | Релативне или апсолутне контраиндикације за примену одређеног метода контрацепције |
| ------------------------------------------------------------- | --- |
| Комбинована хормонска контрацепција (орална, фластер, прстен) | - Хипертензија (систолни ≥ 140 ммHg или дијастолни ≥ 90 ммHg) - Дубока венска тромбоза/плућна емболија - Хируршки захват са дуготрајном имобилизацијом - Постојање тромбогене мутације (фактора V Leyden, протромбина, дефицит протеина S, протеина С или антитромбина) - Исхемијска болест срца, цереброваскуларни инсулт, компликовано обољење срчаних залистака - Мигрена са ауром - Шећерна болест са васкуларним компликацијама - Активни вирусни хепатитис |
| Интраутерини улошци са бакром и левоноргестрелом              | - Анатомске аномалије материце - Цервицитис изазван хламидијом или гонококом - Акутно запаљење органа мале карлице |